# Isonoe
Isonoe (Jowisz XXVI) – mały zewnętrzny księżyc Jowisza, odkryty w 2000 roku przez grupę astronomów z Uniwersytetu Hawajskiego, kierowaną przez Scotta Shepparda.

## Nazwa
W mitologii Isonoe była jedną z Danaid, córek Danaosa i kochanką boga Zeusa (Jowisza).

## Charakterystyka fizyczna
Isonoe jest jednym z najmniejszych księżyców Jowisza, jego średnicę ocenia się na około 4 km. Średnia gęstość tego ciała ma wartość ok. 2,6 g/cm3, a składa się przeważnie z krzemianów. Powierzchnia Isonoe jest bardzo ciemna – jego albedo wynosi zaledwie 0,04. Z Ziemi można go zaobserwować jako obiekt o jasności wizualnej co najwyżej 22,5 magnitudo.
Isonoe obiega Jowisza ruchem wstecznym, czyli w kierunku przeciwnym do obrotu planety wokół własnej osi. Satelita należy do grupy Karme.